# André de Guerne
André-Charles-Romain de Guerne (dit le Vicomte de Guerne), né le 18 juin 1853 à Paris et mort en septembre 1912, était un poète français.

## Biographie
Influencé par la poésie parnassienne, et par Leconte de Lisle (dont il a édité les Derniers poèmes posthumes avec José-Maria de Heredia, en 1895), il a tenté de faire revivre dans ses poésies l'esprit de temps anciens, à l'image de ses contemporains Sébastien-Charles Leconte et Valère Gille. Ses Siècles morts, notamment, se divisent en trois parties : L'Orient antique — L'Orient grec — L'Orient chrétien. Il était un ami très proche du beau-père d'Ernest Seillière, qui écrivit sa biographie : 	
Un poète parnassien, André de Guerne, 1853-1912 (1930).
En 1891, il reçoit le prix Archon-Despérouses et en 1901, le prix Vitet de l’Académie française.

## Œuvres
- Les Siècles morts (3 vol., 1890-97)
- Le Bois sacré (1898)
- Les Flûtes alternées (1900)

## Pour approfondir